# 鹿倉吉次
鹿倉 吉次（しかくら きちじ、1885年（明治18年）3月21日 - 1969年（昭和44年）10月23日）は、日本の実業家。TBS元社長。毎日新聞社最高顧問。

## 経歴・人物
神奈川県中郡相川村（現在の厚木市）で生まれる。慶應義塾で事務などの仕事をしながら、勉学に励んだ。1914年（大正3年）に毎日新聞社に入社し、営業、販売で活躍し、1942年（昭和17年）から専務を務めるが、戦後、公職追放となり辞任した。
1951年（昭和26年）にラジオ東京（後の東京放送、現在のTBSホールディングス）の設立と同時に足立正社長の下で専務を務め、1960年（昭和35年）5月から足立の後を継ぐ形で社長となる。社長在任時には、赤坂でのTBS本館の建設及びテレビ局増設、財政基盤の強化により、TBSを「民放の雄」と呼ばれる地位に導いた。1965年（昭和40年）11月からは相談役を務めた。
ほかに、毎日新聞社最高顧問や日本モーターボート協会会長なども歴任した。
1969年（昭和44年）10月23日、心不全のために東京都内の自宅で死去。84歳没。